# Ioan Pop de Popa
Ioan Pop de Popa (n. 6 octombrie 1927, Oradea, România – d. 30 aprilie 2021, Oradea, România) a fost un profesor doctor docent român, medic cardiolog și specialist în chirurgie cardiovasculară. A efectuat prima operație pe cord deschis din România la 5 aprilie 1973, la Târgu-Mureș. Ioan Pop de Popa a fost senator în legislatura 2000-2004.

## Date biografice
S-a născut în data de 6 octombrie 1927, la Oradea, din părinții: Ioan, profesor de științe agricole, și Lucreția, casnică. La Oradea, în perioada 1934-1938 a urmat școala primară, apoi Liceul Emanuel Gojdu (clasele I-II) (1938-1940). Între anii 1940-1944, familia sa s-a refugiat din Ardealul de Nord la Beiuș, unde a urmat clasele III-VII la liceul „Samuil Vulcan”. B - pag. 61
În 1944 a participat voluntar ca elev de liceu sanitar în spitalul de campanie pe frontul de eliberare din Apuseni. După eliberarea Ardealului, și-a continuat studiile (clasa a VIII-a) la liceul „Emanoil Gojdu” din Oradea (1945-1946), după care la Facultatea de Medicină Generală din Cluj (1946-1952), pe care a absolvit-o cu diplomă de merit Magna cum laude și este declarat doctor-medic.
Între anii 1949-1954 a fost numit preparator la Institutul de Anatomie umană și chirurgie operatorie a IMF din Cluj, apoi extern la Clinica de chirurgie generală nr. 1 a profesorului doctor Aurel Nana.
În perioada 1953-1954 a realizat prima inimă artificială și primul plămân artificial din România, atunci printre primele patru din lume. A efectuat primele circulații extracorporale experimentale din România, inclusiv primele hemodiluții în CEC. A început primele transplante experimentale de organe, de rinichi și pancreas.
În 1958 a realizat experimental primele transplante cord-plămân. (B - p. 132). În anii 1952-1962 a fost asistent universitar la Clinica de chirurgie generală nr. 1 a profesorului doctor Aurel Nana, IMF Cluj.
În 1957 a obținut prin examen titlul de medic specialist chirurg în chirurgia generală. În 1960 s-a specializat în chirurgia cardiovasculară la Spitalul Fundeni, București, sub conducerea profesorului doctor Voinea Marinescu.
În 1962 s-a transferat, în calitate de șef de lucrări la IMF Târgu Mureș, Clinica de chirurgie generală condusă de conf. dr. Zoltán Pápai. În anul următor s-a specializat în chirurgia cardiovasculară la Institutul Bakulev din Moscova, sub îndrumarea profesorului I. V. Burakovski. La întoarcere, a înființat clinica de chirurgie cardiovasculară din Târgu Mureș. În anul 1968 efectuează un schimb de experiență la clinica Broussais din PARIS. Prof. Dr CHARLE DOUBOST. În anii 1970/71 efectuează o specializare în chirurgia cardiovasculară cu o bursă dată de Guvernul american la centrul The Methodist Hospital Prof. Michael DE Bakei și Saint Luks Children Hospital Prof DENTON Cooley in Texas Houston și Saint Vincens HospitalMEDICAL UNIV. Portland Oregon Prof Dr Alberth Starr și Mayo-Rokester'Prof Dr Pluth.
În perioada 1963-1974 a fost prorector al Institutului de medicină și farmacie Târgu Mureș, unde a înființat secția română a acestei universități, unde anterior limba de predare fusese exclusiv maghiara. (H - p. 20-21 și B - p. 48). În 1964 și-a susținut teza de doctorat la IMF Cluj cu titlul: Cercetări experimentale cu un procedeu personal de transplantare a inimii. Reflectare clinică. I-a fost conferit titlul de doctor în științe medicale. A prezentat la Atena, la Congresul Internațional de Chirurgie Cardiovasculară lucrarea însoțită de film color: „Procedeul personal de transplantare a inimii”.

### Activitate organizatorică în chirurgia cardiovasculară. Modernizare
În 1970 - 1971 a efectuat o specializare în chirurgia cardiovasculară în Texas, SUA, la Houston (la profesorii univ. Michael DeBakey (1908-2008), Denton Arthur Cooley și Edvards), și în Portland, Oregon, cu o bursă acordată de Statele Unite. (B - pag. 79-86)
Întors acasă din dispoziție administrativă superioară, a fost transferat împotriva voinței sale la Universitatea de Medicină și Farmacie Carol Davila din București pe post de profesor și, în paralel, într-o funcție de decizie cu mână liberă pentru a aplica în România cele văzute în Statele Unite. (B - p. 85-93). Ca urmare:
- a înființat specialitatea de chirurgie vasculară care nu figurase în nomenclatorul ministerului sănătății la acea dată;
- a scos chirurgia cardiovasculară din chirurgia generală, stabilind-o ca specialitate distinctă;
- a înființat Centrul Național de Boli Cardiovasculare București Fundeni (B - p. 95-108), cu 780 de paturi, 10 săli de operații, 35 paturi reanimare, 4 săli de cateterism cardiac, diverse laboratoare de explorări funcționale, de biochimie, punând la un loc, în aceeași clădire, chirurgia cardiacă, cardiologia și hematologia, care fuseseră anterior dispersate prin București. Această unitate a fost astfel supranumită atunci nava-amiral a medicinei românești.
- a înființat școala modernă de chirurgie cardiovasculară din România, specializând circa 160 de chirurgi cardiovasculari români și unsprezece străini;
- a inițiat și a contribuit la înființarea celor șapte centre de chirurgie cardiovasculară, inclusiv cel al armatei (B - p. 115-120), pe lângă fiecare universitate de medicină și farmacie din România. Astfel, pacienții din România se puteau opera acasă, nu era nevoie să plece în străinătate.
- a inițiat, prin deplasări repetate cu echipa de chirurgi și anesteziști, la spitalul republican din Chișinău, instruirea pentru operațiile pe cord deschis. Pacienții din Republica Moldova erau anterior tributarii intervențiilor cardiace făcute în alte țări, pe valută (B - pag. 126);
- a înființat Societatea română de chirurgie cardiovasculară, a cărei activitate meritorie s-a concretizat prin numeroase lucrări științifice și șapte congrese internaționale care au avut loc în România;
- a elaborat atât singur, cât și cu colectivul circa șase sute de lucrări științifice, precum și 12 monografii de specialitate;
- ca membru în diverse comisii de concurs, de promovare și în calitate de conducător de doctorate (35), a promovat cadre merituoase în munca didactică superioară (15) (B - p. 126-130);
- a aplicat cu succes "industria medicală în alb" văzută în America, operând la Fundeni pacienți proveniți din țări bogate, dar fără medicină de vârf;
- a înființat în 1991 FOBAC, Fundația pentru Ocrotirea Bolnavilor cu Afecțiuni Cardiovasculare, organizație neguvernamentală, care a ajutat cu medicamente mii de bolnavi;
- a fost vizitat de circa 50 de profesori universitari, șefi de școală, din principalele țări ale lumii, între care Christiaan Barnard, care și-a înscris opiniile pozitive la adresa clinicii în cartea de aur (B - p. 52-97 și 324-340).

Urmare celor de mai sus este considerat fondatorul chirurgiei cardiovasculare moderne din România.

### Ofițer (r) în armată. Rangul
La 23 august 2004, colonelul în retragere Ioan Pop de Popa din Ministerul Apărării Naționale (veteran de război) (H - p. 76) a fost înaintat la gradul de general de brigadă (cu o stea) în retragere.
Prin decretul Prezidențial 725 din 27 noiembrie 2012, Generalul de brigadă medic chirurg cardiovascular Ioan Pop de Popa, veteran de război, este avansat la gradul de general-maior cu două stele în retragere.

### Activitate politică
În 1969 a inițiat și contribuit ca deputat în Comisia de Sănătate a Marii Adunări Naționale împreună cu vicepreședintele de resort, din guvern, la reînființarea Academiei de Științe Medicale (decretul nr. 590/1969 al Consiliului de Stat), desființată abuziv în 1948.
În 1996 a participat în calitate de candidat la alegerile prezidențiale pentru funcția de președinte al României din partea Uniunea Națională de Centru (UNC).
În 2000, Ioan Pop de Popa a devenit senator, fiind ales în municipiul București pe listele Partidului Umanist Român (PUR). În septembrie 2003 a demisionat din PUR și s-a înscris în Partidul Social Democrat.
În 2004, în calitate de senator și membru în Comsisia sănătate a Senatului, împreună cu un grup de parlamentari, a participat la elaborarea proiectului de lege intitulat Legea de organizare și funcționare a Academiei de Științe Medicale din România (lege publicată în Monitorul Oficial, partea I, 605/06.07.2004), care prevedea la propunerea sa ca președinte a comisiei de mediere, între altele dreptul de folosire a titlului de academician și o indemnizație lunară. Legea a fost aprobată în unanimitate de cele două camere ale parlamentului. (Pentru detalii, vezi și romanul memorialistic Ion Pop de Popa, Dulce și amar, 2005, ISBN 973-596-287-X, p. 93-100.)

## Activitatea de cercetare
Urmare a subfinanțării clinicii și a lipsei de valută pentru importuri de materiale, a fost obligat să recurgă la invenții personale aplicate cu succes în clinică cu scopul salvării vieții bolnavilor:
- Realizarea primei inimi și a primului plămân artificial din România, în colaborare cu Uzina de Armament Cugir „CP-4”. Brevet nr. 453/1954. - (1953 - 1954), printre primele 4 în lume.
- Înființarea la Clinica Fundeni a colectivului de cercetare „Valve cardiace și transplante”, având cincisprezece cercetători cu studii superioare și zece personal mediu. - (1978)
- Implantarea primelor artere artificiale tip "Pop de Popa - Dodu", în revascularizare și by pass-uri arteriale. Brevet nr. 98854/11 mai 1989 - (1983)
- Implantarea primei valve biologice de porc mistreț, tip "MIVA Pop de Popa". - (1983/decembrie)implantata la 736 pacienti total 860 piese BREVET INVENTIE78309/83
- Realizarea valvulotomului Pop de Popa pentru operații de by-pass safen in situ. Efectuarea primelor cincizeci de operații. Brevet OSIM nr. 80868/6 noiembrie 1982.
- Realizarea arterelor artificiale colagenate, extraanatomice și armate, lineare și bifurcate, tip Pop De Popa-Bodnar-Trandafir, implantate în această perioada la peste patru mii de bolnavi. - (1983-1991).brevet84 694/84
- Realizarea protezei valvulare cardiace metalice Pop De Popa-Stănescu. Brevet OSIM nr. 115176/29 aprilie 1986. Va fi implantată în 1991 la bolnavi. - [1986])

.Pune bazele unei noi științe în chirurgia cardiovasculară  "IMPLANTOLOGIA"{definitie, terminologie,clasificare ,
continut,realizare teoretica si practica.{B pag 138-145.}
.Realizează ca moderator, în cadrul proiectului "SOS INIMA" cca 30 emisiuni la TELEVIZIUNEA ROMÂNIA DE MÂINE în dialog cu diverse personalități științifice naționale și internaționale. a cate o oră fiecare.{B paq394-416}
.Susține numeroase emisiuni la alte televiziuni  în favoarea și apărarea  transplantelor de organe, în special a celor cardiace combătute de unii nespecialiști,  a cărei pioner a fost în România din anul 1953,  culminând cu vizita prof. dr CRISTIAN BARNARD la Tg. Mureș.[1972}SUSȚINÂND O EMISIUNE ISTORICĂ" la televiziunea română, transmisă internațional "Inima  mecanică sau biologică"{B pag 52-57 și pag  166-181} 
.Cunoscut fiind cu preocupări în domeniul transplantelor cardiace  în anul 1968 face parte din COMISIA INTERNAȚIONALĂ  'ciOMS' GENEVA întrunită  pentru elaborarea primei legi  a transplantului cardiac la om 
Astfel ROMÂNIA ESTE COAUTOARE A ACESTEI LEGI.[B pag 134-138} 
- Realizarea a numeroase instrumente medicale cu aplicații în practica chirurgiei cardiovasculare:
  - Valvuloretractor. Brevet nr. 78846/30 ianuarie 1982.
  - Lance de aortotomie. Brevet nr. 78845/28 ianuarie 1982.
  - Sondă aspirație antitamponadă. Brevet nr. 78849/20 ianuarie 1982.
  - Comisurotom. Brevet nr. 78848/30 ianuarie 1982.
  - Ață chirurgicală pentru implantări pe termen lung. Brevet nr. 97313/27 octombrie 1988.
  - Inel de montare și susținere a valvei biologice în inimă. Brevet nr. 85606/8 septembrie 1984
  - Aparat stereoscopic scialitic. Brevet nr. 84215/31 ianuarie 1984.
  - Valvoluretractor tetradent Pop De Popa. Brevet nr. 78847/30 ianuarie 1982.
  - Cardiostimulatorul implantabil - Pop De Popa și colectiv ASCAR. Brevet nr. 58682/26 iulie 1974.
- Realizarea în colaborare cu IOR a dispozitivului „Lacesot Pop De Popa-Florică” (lumină frontală și ochelari de mărire pentru operații coronare și microchirurgie). Brevet OSIM nr. 94996/28 noiembrie 1987. - (1987)
- Realizarea aparatului „Puls dublicator” și „Fatigue test”, Pop De Popa-Stănescu, pentru testarea valvelor cardiace. Brevet OSIM nr. 94387/26 ianuarie 1988. - (1987)
- Omologarea finală a bioprotezei valvulare Pop de Popa prin ordinul nr. 53/24 iulie 1989.
- Realizarea protezelor vasculare multiramificate. Brevet nr. 98854/21 iulie 1989
- Sonda de aspirație toracică antitamponadă. Invenția nr. 57165. Brevet USA nr. 3863641.
- Metoda de obținere a unui extract biologic, compoziție, pe baza acestuia utilizarea compoziției în medicină (OSIM - a2010/00684/30/07/2010)Brevet 128006 osima  A obținut diploma de excelență cu mențiune specială și MEDALIE DE AUR LA Salonul internațional de inventică PROINVENT Ediția xiv 2016  Cluj Napoca ROMÂNIA

## Monografii
- Transplantarea organelor și țesuturilor - 1967
- Patologia sistemului cav inferior - 1973
- Inima. Patologie și tratament chirurgical - 1975
- Patologie chirurgicală - cap. "Patologia cardiovasculară" - 1977
- Sistemul arterial aortic. Patologie și tratament chirurgical Vol. 1 + 2 - 1982 și 1983, 1415 pag.
- Fiziopatologia cardiovasculară - 1989
- Exigențe ale diagnosticului modern în chirurgia cardiovasculară - 1989
- Patologie chirurgicala cardiovasculară, vol. 5 - 1991
- Tumorile cardiace, 1 vol., 101 pag., Editura militară - 1996
- Curs de tehnici operatorii pentru studenți (în colaborare)
- Curs de patologie chirurgicală pentru studenții anilor IV medicină generală
- Curs de chirurgie cardiovasculară pentru studenții anilor V medicină generală

## Titluri - premii

### Titluri academice
- Membru corespondent al Academiei de Științe Medicale din România (1969)
- Membru titular al Academiei de Științe Medicale din România (1991)
- Membru al Academiei de Chirurgie din Paris (1984)
- Membru al Academiei de Științe din New York (1979)
- Membru al Academiei belgiano-române de cultură și știință (2000)
- Membru al ASLA (Academia de științe, literatură și artă) 2002
- Membru al Academiei de Știinte Medicale din ROMÂNIA.
- Doctor în științe medicale
- Medic emerit (1971)
- Profesor emerit (1987)
- Doctor Honoris Causa Universitas
  - Universitatea Tomitiana Constanța (B - pag. 152-154)
  - Universitatea de Medicină „Gr. T. Popa” Iași (B - pag. 351-362)
  - Universitatea de Medicină Tg. Mureș
- Cetățean de onoare al orașului Oradea (B- pag. 145 -146)
- Membru al Uniunii Scriitorilor din Romania. (2011)

### Titluri militare
- Veteran de război în Al Doilea Război Mondial. General de brigadă (H - pag. 76). Avansat prin decretul Prezidențial din 27 noiembrie 2012 la gradul de General Maior cu două stele în retragere.
- Medic primar profesor de chirurgie cardiovasculara chirurg gradul I fondatorul chirurgiei cardiovasculare moderne din România după o specializare în Statele Unite cu o bursă dată de guvernul SUA.
- Membru al Biroului Executiv -CONSILIER-relații cu străinătatea. al Asociației Veteranilor de Război.
- Emblema de onoare a Armatei Române 2008.
- Numeroase diplome de excelenta ale Armatei, ordine și medalii.

### Premii, decorații
- Premiul Academiei Române „Gh. Marinescu” pentru realizarea valvei biologice „MIVA Pop de Popa”.
- Ordinul Steaua României în grad de cavaler, 2004
- Medalia Crucea comemorativă a celui de al doilea război mondial, 2007
- Emblema de onoare a armatei române pentru fapte de arme săvârșite pe parcursul celui de al Doilea Război Mondial
- Numeroase ordine si medalii profesionale